# Feestdagen in IJsland

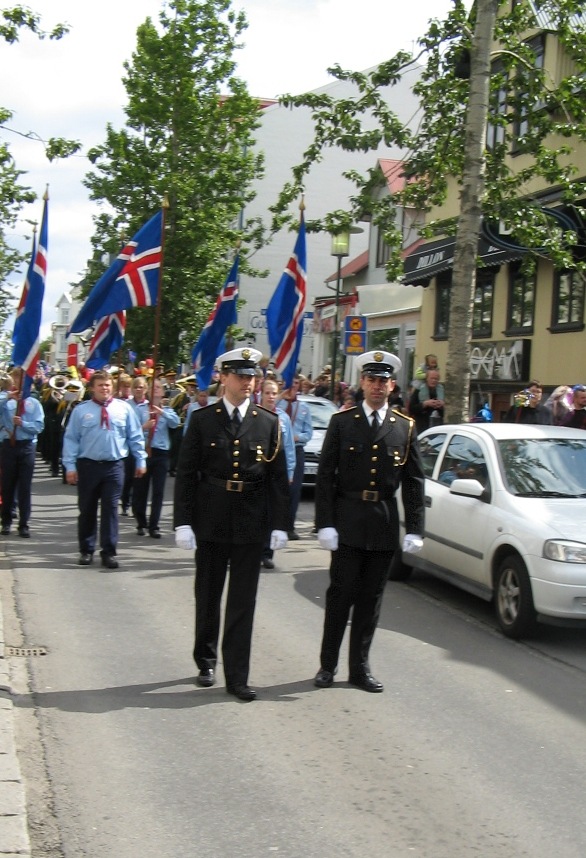
Nationale feestdag van IJsland in 2007.

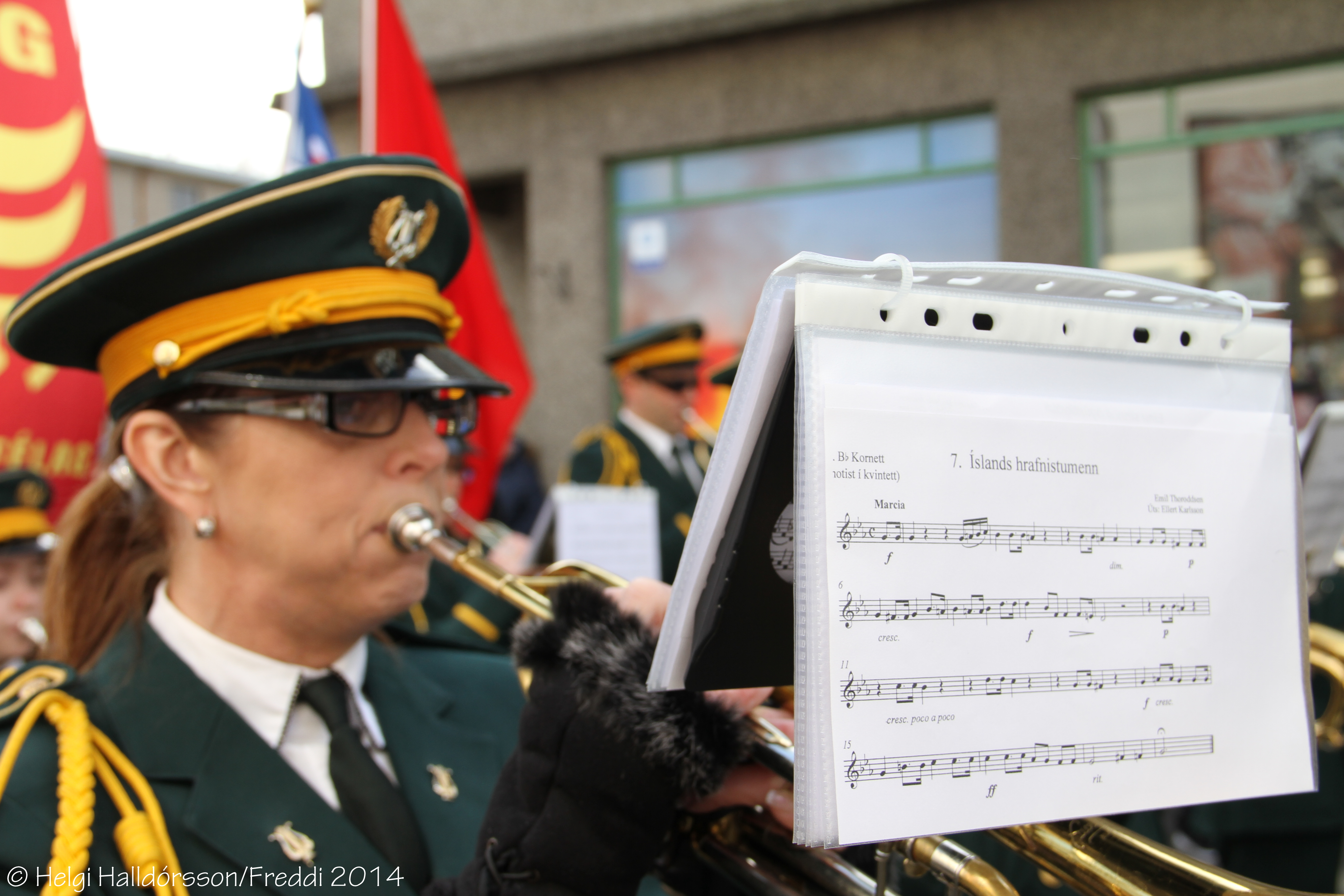
Optocht op 1 mei 2014 in Reykjavik.

Deze pagina geeft een overzicht van de belangrijkste feestdagen in IJsland.

## Wettelijke feestdagen
| Datum       | IJslandse naam              | Nederlandse naam               | Overig                   |
| ----------- | --------------------------- | ------------------------------ | ------------------------ |
| 1 januari   | Nýársdagur                  | Nieuwjaarsdag                  |                          |
| Variabel    | Skírdagur                   | Witte Donderdag                |                          |
| Variabel    | Föstudagurinn langi         | Goede Vrijdag                  |                          |
| Variabel    | Páskadagur                  | Eerste Paasdag                 |                          |
| Variabel    | Annar í páskum              | Tweede Paasdag                 |                          |
| Variabel    | Sumardagurinn fyrsti        | Eerste dag van de zomer        |                          |
| 1 mei       | Baráttudagur verkalýðsins   | Dag van de Arbeid              |                          |
| Variabel    | Uppstigningardagur          | Hemelvaartsdag                 |                          |
| Variabel    | Hvítasunnudagur             | Eerste Pinksterdag             |                          |
| Variabel    | Annar í hvítasunnu          | Tweede Pinksterdag             |                          |
| 17 juni     | Þjóðhátíðardagur Íslendinga | Nationale feestdag van IJsland |                          |
| Variabel    | Frídagur verslunarmanna     | Dag van de Handel              |                          |
| 24 december | Aðfangadagur                | Kerstavond                     | Vanaf 12:00 een feestdag |
| 25 december | Jóladagur                   | Eerste kerstdag                |                          |
| 26 december | Annar í jólum               | Tweede kerstdag                |                          |
| 31 december | Gamlársdagur                | Oudjaarsdag                    | Vanaf 12:00 een feestdag |

## Overige feestdagen
| Datum       | IJslandse naam         | Nederlandse naam          |
| ----------- | ---------------------- | ------------------------- |
| 6 januari   | Þrettándinn            | Driekoningen              |
| Variabel    | Sjómannadagurinn       | Vissermandag              |
| 16 november | Dagur íslenskrar tungu | Dag van de IJslandse taal |

Albanië ·
Andorra ·
Armenië ·
Azerbeidzjan ·
België ·
Bosnië en Herzegovina ·
Bulgarije ·
Cyprus ·
Denemarken ·
Duitsland ·
Estland  ·
Finland ·
Frankrijk ·
Georgië ·
Griekenland ·
Hongarije ·
Ierland ·
IJsland ·
Italië ·
Kazachstan ·
Kosovo ·
Kroatië ·
Letland ·
Liechtenstein ·
Litouwen ·
Luxemburg ·
Malta ·
Moldavië ·
Monaco ·
Montenegro ·
Nederland ·
Noord-Macedonië ·
Noorwegen ·
Oekraïne ·
Oostenrijk ·
Polen ·
Portugal ·
Roemenië ·
Rusland ·
San Marino ·
Servië ·
Slovenië ·
Slowakije ·
Spanje ·
Tsjechië ·
Turkije ·
Vaticaanstad ·
Verenigd Koninkrijk ·
Wit-Rusland ·
Zweden ·
Zwitserland